# Diadegma trachas
Diadegma trachas là một loài tò vò trong họ Ichneumonidae.